# Резніков Олексій Юрійович
Олексі́й Ю́рійович Ре́зніков (нар. 18 червня 1966, Львів, Українська РСР) — український державний діяч, правник, Заслужений юрист України (2006). Міністр оборони України (з 4 листопада 2021 до 5 вересня 2023). Член РНБО України (з 19 березня 2020 по 8 вересня 2023).
Віцепрем'єр-міністр — міністр з питань реінтеграції тимчасово окупованих територій України (4 березня 2020 — 3 листопада 2021), до того партнер компанії «Астерс» (листопад 2018 — березень 2020), заступник голови Київської міськадміністрації (з квітня 2016 до вересня 2018 року), заступник міського голови — секретар Київської міської ради (з червня 2014 до грудня 2015 року).
Майстер спорту України (2013). У жовтні 2022 року увійшов до списку 25 найвпливовіших українських військовиків від НВ, сержант запасу.
Представник України в робочій підгрупі з політичних питань Тристоронньої контактної групи (з 18 вересня 2019 року), перший заступник глави делегації.

## Життєпис
Народився 18 червня 1966 року у Львові, у родині єврейського походження. Батько, Юрій Олексійович Резніков — професор, майстер спорту СРСР з акробатики, працював проректором Львівського державного інституту фізичної культури. Мати, Олена Георгіївна Резнікова, — лікар-невропатолог Львівської обласної державної клінічної психіатричної лікарні, майстер спорту СРСР з художньої гімнастики.
1984—1986 — строкова служба у ВПС СРСР: в/ч 87358 (Новоград-Волинський); в/ч 53904 (Луцьк). Сержант запасу.
1986—1991 — студент ЛНУ ім. Франка. Закінчив юридичний факультет, спеціальність «правознавство», диплом із відзнакою.

## Професійна діяльність

### Юриспруденція
1991 — співзасновник брокерської компанії «Галицькі цінні папери» (Galicia Securities).
1994 — отримав свідоцтво № 263 на адвокатську діяльність.
1999—2002 — заступник Голови Центру розвитку українського законодавства в м. Києві.
2000—2006 — засновник компанії «Правіс». Згодом відома як «Резніков, Власенко і партнери», далі — Magisters (в результаті злиття з юридичною фірмою «Магістр і партнери»). У 2009 і 2010 роках компанія стала переможцем рейтингу Chambers Europe Awards.
2011—2014 рр. — головний юрисконсульт Адвокатського Бюро «Єгоров, Пугинський, Афанасьєв і партнери» (внаслідок злиття з юридичною фірмою «Магістр і партнери»). За сумісництвом — адвокат і партнер АО «Меджістерс».
З листопада 2018 року поновив юридичну практику в ролі партнера «Юридичної фірми „Астерс“». Спеціалізувався на альтернативному вирішенні суперечок, у тому числі винесення експертних висновків, переговорів, фасилітації, примирень, медіацій, встановлення фактів, попередня незалежна оцінка, досудові наради щодо врегулювання суперечки та підготовки мирових угод.

### Публічна служба
2008—2014— депутат Київської міської ради VI скликання від Блоку Миколи Катеринчука, член комісії з питань правопорядку, регламенту й депутатської етики.
З червня 2014 — депутат Київської міської ради VII скликання. Голова Комісії Київської міської ради з питань поновлення прав реабілітованих.
19 червня 2014 року обраний заступником міського голови — секретарем Київської міської ради.
З 2015 року:
- голова Української делегації у Конгресі місцевих і регіональних влад Ради Європи у 2015—2016 роках.
- заступник голови Антикорупційної ради при Київському міському голові;
- член ради соціального проєкту спільної дії «Зробимо разом»;
- член Цільової команди реформ з питань децентралізації, місцевого самоврядування та крайової політики при Міністерстві краєвого розвитку, будівництва та житлово-комунального господарства України;
- радник Київського міського голови.

З квітня 2016 року по вересень 2018 року: заступник голови Київської міської державної адміністрації (КМДА) з питань провадження самоврядних повноважень. До повноважень входило: здійснення повноважень КМДА з питань реалізації державної політики у сферах розвитку місцевого самоврядування, внутрішньої політики, міжнародних зв'язків, туризму, реклами, охорони культурної спадщини, освіти, культури, соціального захисту, молоді та спорту; був відповідальним за проведення реформ у сферах децентралізації, місцевого самоврядування та інших сферах життєдіяльності міста Києва тощо.
Дав старт впровадженню реформи у галузі зовнішньої реклами в Києві, завдяки реалізації якої планували впорядкування рекламних засобів на вулицях міста, в тому числі через значне скорочення кількості конструкцій та заборони деяких типів реклами, на кшталт перетяжок-транспарантів над дорогами та тимчасових виносних конструкцій. Головні засади реформи — безпечне, доступне й комфортне місто.
Ініціював розробку нового Статуту територіальної громади міста Києва. В тому числі імплементував у документ поняття «Публічний простір».
Є одним з ініціаторів і розробників законопроєкту № 8202 «Про внесення змін до деяких законів України з питань удосконалення системи охорони культурної спадщини», який посилює адміністративну і кримінальну відповідальність за доведення до руйнації об'єктів охорони культурної спадщини, а також спрямований на збереження історичного надбання Києва й України.
Є одним із розробників проєкту Закону про столицю України — місто Київ № 8420, спрямований на врегулювання діяльності органів місцевого самоврядування та деполітизацію їхньої роботи, яким, серед іншого, передбачене скорочення депутатів Київської міської ради зі 120 до 25, перерозподіл повноважень між міським головою та головою міської адміністрації, надання більших повноважень міському голові, а голові КМДА — надання права оскаржувати рішення Київської міської ради в судах тощо.
2017 року відповідав за організацію і проведення пісенного конкурсу «Євробачення» у місті Києві з боку КМДА[відсутнє в джерелі].
У 2018 році відповідав за організацію і проведення фінального матчу Ліги чемпіонів УЄФА сезону 2017/2018 з боку КМДА[відсутнє в джерелі].
4 березня 2020 р. — призначений на посаду віцепрем‘єр-міністра України — Міністра з питань реінтеграції тимчасово окупованих територій України.
28 жовтня 2021 року стало відомо, що його кандидатуру погоджено для призначення на пост Міністра оборони України. 1 листопада Резніков подав заяву про відставку з поста віцепрем'єр-міністра. 3 листопада 2021 року Верховна Рада України звільнила його з посади віцепрем'єр-міністра — міністра із питань реінтеграції тимчасово окупованих територій України. За це рішення проголосували 329 депутатів. 4 листопада 2021 року Верховна Рада України призначила його на посаду Міністра оборони України. За рішення проголосували 273 депутати Верховної Ради України.
30 червня 2022 року в коментарі британському телевізійному каналу новин «Sky News» Олексій Резніков заявив, що Третя світова війна розпочалася 24 лютого цього року. Він також наголосив, що «24 лютого 2022 року РФ по суті розв'язала Третю світову війну і, якщо Україна програє, країна-агресор нападе на інші країни».
5 вересня 2023 року, Верховна Рада України проголосувала за відставку міністра оборони України Резнікова («за» проголосували — 327 народних депутатів, «проти» — 4, «утрималися» — 11).

### Соціальна активність
- З 2015 р. — член ради соціального проєкту спільної дії «Зробимо разом».
- 2011 — 2017 рр. — Віцепрезидент ГО «Асоціація правників України» (АПУ).
- З 2010 р. — засновник іменної стипендії Олексія Резнікова для молодих обдарованих студентів, аспірантів юридичних факультетів України.
- 2009  — 2011 рр. — член правління «Асоціації правників України».
- З 2009 р. — був членом Київської міської кваліфікаційно-дисциплінарної комісії адвокатури (КДКА).
- З 2009 р. — професор кафедри публічного права юридичного факультету Міжнародного Соломонового університету.
- 1999—2000 рр. — брав активну участь у розробці одного з проєктів Податкового кодексу України, Закону України «Про адвокатську діяльність і адвокатуру в Україні», змін до Господарського процесуального кодексу України.
- Викладав у Школі адвокатської майстерності Резнікова, автор навчальних тренінгових програм і ведучий майстер-класів для молодих юристів на базі Київського Національного Університету імені Тараса Шевченка, Національного Університету «Києво-Могилянська Академія», Львівського державного університету імені Івана Франка, Міжнародного Соломонового університету.

## Звинувачення Міноборони у корупції
21 січня 2023 року видання Дзеркало тижня опублікувало розслідування, із посиланням на угоду вартістю 13,16 млрд грн, укладеної 23 грудня Міноборони України з ТОВ «Актив-компані» про закупівлю у 2023 році харчів для військових частин ОК «Північ» за цінами у двічі-тричі вищими ніж у роздрібних магазинах столиці. Матеріал викликав бурхливу реакцію у ЗМІ й соцмережах, а особливо меметичним та найбільш обговорюваним у медіа стало звинувачення оборонного відомства в закупівлі яєць по 17 гривень за штуку. Раніше, 18 січня, та сама інформація була опублікована каналом Ісландія, але на тлі авіакатастрофи у Броварах уваги до себе не прикула. В міністерстві відреагували, заявивши, що закупівель за такими цінами не було, а голову департаменту закупівель Богдана Хмельницького відсторонили на основі внутрішньої перевірки, що була проведена ще до скандальної публікації; до того ж, було зазначено, що ціна 17 грн за яйце навіть не фігурувала в опублікованих документах, а мова йшла про 17 грн за 100 грамів (тоді як маса курячого яйця становить 30-75 г). 31 травня 2023 року Держаудитслужба підсумувала результати перевірки в рамках розслідування можливих зловживань МО та інших військових органів, після чого голова органу Алла Басалаєва дала інтерв'ю, в якому заявила про фіксування великої кількості порушень загалом на суму 2,5 млрд грн включно з купівлею яєць по 17 грн за шт. У міністерстві заявили про невідповідність озвученої Басалаєвою інформації даним аудиторського звіту, зокрема щодо вартості яєць, і що ДАСУ відмовляється розсекретити звіт і спростувати заяви своєї очільниці. Через це Міноборони у вересні подало до Господарського суду Києва позов щодо захисту ділової репутації на ДАСУ та Дзеркало тижня.
У серпні 2023 року журналісти-розслідувачі звинуватили посадовців держпідприємства Міноборони України в тому, що останні для проведення закупівлі відібрали в обхід аукціону компанію, одним із власників якої був племінник народного депутата України від партії «Слуга народу» Геннадія Касая та за передоплатою придбали 180 тисяч комплектів літніх курток замість зимових з Туреччини для українських військових, сплативши при цьому як за зимові та по завищеній втричі ціні. Невідповідність документів вперше виявили митники у Молдові на етапі доставки першої партії одягу восени 2022 року, через що вантаж затримали, однак, згодом відпустили на прохання Міноборони. Сам Резніков відкинув звинувачення та запропонував укласти парі: якщо виявиться, що куртки літні, то він піде у відставку, а якщо зимові, то автор скандалу Михайло Ткач на рік піде з професії розслідувача, а нардепка Анастасія Радіна, що підтримала його, складе мандат. Обоє приймати парі відмовилися й спробували висунути зустрічне, адже на той момент те, що куртки зимові, було вже підтверджено Громадською антикорупційною радою при Міноборони України. У той же час державною експертизою КНДІСЕ було виявлено, що одна з партій курток за одним із контрактів не відповідає стандартам і не може використовуватися за цільовим призначенням. У ході засідання антикорупційного комітету Верховної Ради ТСК щодо фактів корупції Міноборони також проаналізувала рахунок з турецької митної бази та висловила припущення, що при закупці одягу для ЗСУ була задіяна схема «поламаного інвойса», а фірма-постачальник, імовірно, була створена спеціально під цю поставку. В Міноборони заявили, що інвойс, на який спираються розслідувачі, вони не отримували та висловили припущення, що документ подавався до митних органів Туреччини, імовірно, з метою ухилення від сплати податків, а боротьба з податковими зловживаннями в іншій країні не належить до повноважень відомства.
3 липня 2025 року, згідно повідомлень низки українських ЗМІ, у ексміністра оборони Олексія Резнікова НАБУ провело обшуки.

## Факти
- 2004 — один із представників кандидата на пост Президента України Віктора Ющенка у Верховному Суді України у справі про визнання виборів Президента України недійсними (див. Справа «Ющенко проти ЦВК» (2004)).
- 2005 — займався правовим забезпеченням і представництвом інтересів консорціуму «Інвестиційно-металургійний союз» у справі про законність приватизації ВАТ «Криворіжсталь».
- 2005 — правове забезпечення інтересів ПФК «Придніпров'я» з питань, пов'язаних із приватизацією «Нікопольського заводу феросплавів».
- 2005, 2019 — член Наглядової ради АТ «Ощадний банк України» («Ощадбанк»). Через те, що більшість конфліктних справ йому вдавалося привести до мирного врегулювання, отримав прізвисько «Peacemaker».
- Має досвід представництва клієнтів у Спортивному арбітражному суді в Лозанні.
- 2013 — став чемпіоном України з трофі-рейдів[12]. Отримав звання майстра спорту України.
- Хобі: пірнання, стрибки з парашутом, стрільба, автоспорт, гірські лижі, кулінарія.
- 2021 року потрапив до списку сотні найвпливовіших українців за версією тижневика «Фокус». 55-річний міністр оборони України Олексій Резніков опинився на 18-й сходинці рейтингу[53].

## Нагороди
- 2019 р. — нагороджений Державною нагородою Республіки Польща «Срібний Хрест Заслуги».
- 2022 р. — перший іноземець, якого нагороджено медаллю Міністра оборони Данії «За визначне лідерство під час війни».
- Командорський хрест Ордену Хреста Витязя (6 липня 2023, Литва) — за особливу рішучість, жертовність та лідерство у захисті західних демократичних цінностей та боротьбі за безпечну Європу[54][55].

### Декларація
- Е-декларація[недоступне посилання]